# Septième Lac
Le Septième Lac ou 7e Lac est un plan d'eau situé dans la Municipalité de Chertsey, dans la municipalité régionale de comté de Matawinie, dans la région de Lanaudière, au Québec, au Canada.

## Géographie
Il s'agit d'un lac ultra-oligotrophe selon plusieurs paramètres d'analyses du Ministère du Développement durable, de l'Environnement et des Parcs du Québec, donc un plan d'eau jugé exceptionnel à cette latitude.
Source de la rivière Trudel, ce lac de tête alimenté par des ruisseaux se déverse successivement dans les lacs Lane, Brûlé, Jaune et lac d’Argent avant de rejoindre la rivière Ouareau.
Ses rives sont constituées d'affleurements rocheux, parsemés de débris rocheux déposés par les glaciers. Son sol principalement constitué d'un loam sableux d'une épaisseur de 1,2 à 3,7 m, avec affleurements de roc fréquents.

## Caractéristiques techniques
- Transparence : 11.2m (36.4 pieds)
- Superficie de la zone littorale (0 à 6 m de profondeur) : 34 %
- Superficie de la zone profonde (6 à 15 m de profondeur) : 42 %
- Superficie de la zone de grande profondeur (15 m et +) : 24 %

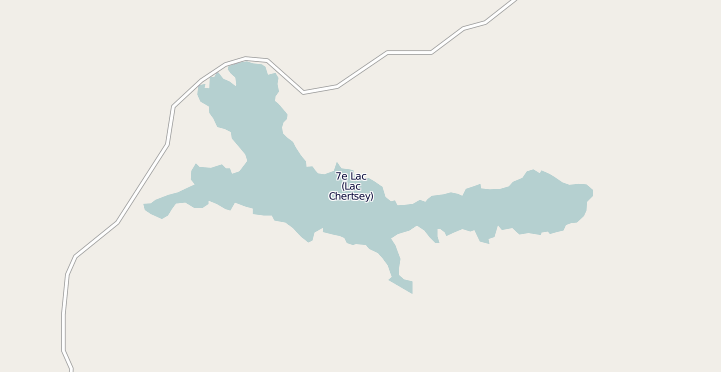
Carte du Septième Lac